# 4Minute
4minute (포미닛) war eine südkoreanische Girlgroup der zweiten K-Pop-Generation, die 2009 von dem Label Cube Entertainment gegründet wurde. Im Juni 2016 bestätigte Cube Entertainment die Auflösung der Gruppe.

## Geschichte
Die Gründung von 4minute wurde im Mai 2009, zusammen mit den zwei Mitgliedern Kim Hyun-ah und Nam Ji-hyun, bekanntgegeben. Am 11. Juni 2009 wurde online eine 35-sekündige Videovorschau veröffentlicht, die die Silhouetten der 5 Sängerinnen zeigt. Außerdem wurde die offizielle Webseite „aktiviert“. Die Identitäten der anderen drei Mitglieder wurden bis zum 12. Juni geheim gehalten. Am 15. Juni 2009 wurde ihre Debüt-Single Hot Issue veröffentlicht. Wenige Stunden nachdem das Lied veröffentlicht wurde, kletterte es verschiedene digitale Musikcharts hoch, beispielsweise Cyworld, Bugs, Soribada und Mnet. 4minute gaben ihre Debüt-Auftritte zwischen dem 18. und 21. Juni mit dem Lied Hot Issue bei Mnet M!Countdown, KBS Music bank, MBC Music Core und SBS Popular Music show. Sie gewannen den Digital-Musik-Award „Neuling des Monats“ für Juni und August.
Ende August erschien das Mini-Album For Muzik, das die neue Single Muzik beinhaltet.
Im Juni 2016 wurde die Gruppe aufgelöst. HyunA erneuerte ihren Vertrag mit Cube Entertainment und ist nun als Solosängerin tätig.

## Kontroversen
Am 27. August 2009 hörte der koreanische Sender KBS auf, das Lied Won’t Give (안줄래) zu spielen, aufgrund des sexuellen Inhalt des Textes. Die Plattenfirma Cube Entertainment ließ bekanntgeben, dass sie sehr enttäuscht über diese Entscheidung sei.

## Mitglieder
- Ji Hyun: Nam Ji-hyun (Hangeul: 남지현, * 9. Januar 1990)
- Ga Yoon: Heo Ga-yoon (Hangeul: 허가윤, * 18. Mai 1990)
- Ji Yoon: Jeon Ji-yoon (Hangeul: 전지윤, * 15. Oktober 1990)
- Hyun A: Kim Hyun-ah (Hangeul: 김현아, * 6. Juni 1992); ehemaliges Mitglied der „Wonder Girls“, verließ WG aus gesundheitlichen Gründen.[7] Mitglied des Bandprojekts „4Tomorrow“ (zusammen mit After Schools UEE, Karas Seungyeon und Brown Eyed Girls Ga-in)
- So Hyun: Kwon So-hyun (Hangeul: 권소현, * 30. August 1994); ehemaliges Mitglied der Gruppe „Orange“.

## Diskografie

### Studioalben
| Jahr                       | Titel         | Höchstplatzierung, Gesamtwochen, AuszeichnungChartplatzierungen (Jahr, Titel, Platzierungen, Wochen, Auszeichnungen, Anmerkungen) | Höchstplatzierung, Gesamtwochen, AuszeichnungChartplatzierungen (Jahr, Titel, Platzierungen, Wochen, Auszeichnungen, Anmerkungen) | Anmerkungen                                                            |
| Jahr                       | Titel         | KR | JP | Anmerkungen                                                            |
| -------------------------- | ------------- | --- | --- | ---------------------------------------------------------------------- |
| Südkoreanische Studioalben |               | | |                                                                        |
|                            |               | | |                                                                        |
| 2011                       | 4minutes Left | KR2 (26 Wo.)KR | — | Erstveröffentlichung: 5. April 2011 Verkäufe KR: + 38.678; JP: + 2.344 |
| Japanische Studioalben     |               | | |                                                                        |
|                            |               | | |                                                                        |
| 2011                       | Diamond       | KR10 (1 Wo.)KR | JP27 (10 Wo.)JP | Erstveröffentlichung: 15. Dezember 2010 Verkäufe JP: + 12.273          |

### Kompilationen
| Jahr | Titel           | Höchstplatzierung, Gesamtwochen, AuszeichnungChartplatzierungen (Jahr, Titel, Platzierungen, Wochen, Auszeichnungen, Anmerkungen) | Höchstplatzierung, Gesamtwochen, AuszeichnungChartplatzierungen (Jahr, Titel, Platzierungen, Wochen, Auszeichnungen, Anmerkungen) | Anmerkungen                                                   |
| Jahr | Titel           | KR | JP | Anmerkungen                                                   |
| ---- | --------------- | --- | --- | ------------------------------------------------------------- |
| 2012 | Best of 4Minute | — | JP37 (5 Wo.)JP | Erstveröffentlichung: 26. September 2012 Verkäufe JP: + 6.110 |

### EPs
| Jahr | Titel Musiklabel                                               | Höchstplatzierung, Gesamtwochen, AuszeichnungChartplatzierungen (Jahr, Titel, Musiklabel, Platzierungen, Wochen, Auszeichnungen, Anmerkungen) | Höchstplatzierung, Gesamtwochen, AuszeichnungChartplatzierungen (Jahr, Titel, Musiklabel, Platzierungen, Wochen, Auszeichnungen, Anmerkungen) | Anmerkungen                                                 |
| Jahr | Titel Musiklabel                                               | KR | JP | Anmerkungen                                                 |
| ---- | -------------------------------------------------------------- | --- | --- | ----------------------------------------------------------- |
| 2009 | For Muzik Cube Entertainment, Mnet Media                       | KR11 (20 Wo.)KR | — | Erstveröffentlichung: 28. August 2009                       |
| 2010 | Hit Your Heart (HuH) Cube Entertainment, Universal Music Group | KR3 (25 Wo.)KR | — | Erstveröffentlichung: 19. Mai 2010 Verkäufe KR: + 28.064    |
| 2012 | Volume Up Cube Entertainment, Universal Music Group            | KR1 (12 Wo.)KR | — | Erstveröffentlichung: 9. April 2012 Verkäufe KR: + 57.786   |
| 2013 | Name Is 4minute Cube Entertainment, Universal Music Group      | KR2 (11 Wo.)KR | — | Erstveröffentlichung: 26. April 2013 Verkäufe KR: + 15.620  |
| 2014 | 4minute World Cube Entertainment, Universal Music Group        | KR2 (5 Wo.)KR | — | Erstveröffentlichung: 17. März 2014 Verkäufe KR: + 11.779   |
| 2015 | Crazy Cube Entertainment, Universal Music Group                | KR2 (14 Wo.)KR | — | Erstveröffentlichung: 9. Februar 2015 Verkäufe KR: + 22.102 |
| 2016 | Act. 7 Cube Entertainment, Universal Music Group               | KR2 (6 Wo.)KR | — | Erstveröffentlichung: 1. Februar 2016 Verkäufe KR: + 8.510  |

grau schraffiert: keine Chartdaten aus diesem Jahr verfügbar

### Singles
| Jahr                   | Titel Album                                        | Höchstplatzierung, Gesamtwochen, AuszeichnungChartplatzierungen (Jahr, Titel, Album, Platzierungen, Wochen, Auszeichnungen, Anmerkungen) | Höchstplatzierung, Gesamtwochen, AuszeichnungChartplatzierungen (Jahr, Titel, Album, Platzierungen, Wochen, Auszeichnungen, Anmerkungen) | Anmerkungen                                                            |
| Jahr                   | Titel Album                                        | KR | JP | Anmerkungen                                                            |
| ---------------------- | -------------------------------------------------- | --- | --- | ---------------------------------------------------------------------- |
| Südkoreanische Singles |                                                    | | |                                                                        |
|                        |                                                    | | |                                                                        |
| 2009                   | Hot Issue For Muzik                                | — | — | Erstveröffentlichung: 15. Juni 2009                                    |
| 2009                   | Muzik For Muzik                                    | — | — | Erstveröffentlichung: 2009                                             |
| 2009                   | What a Girl Wants For Muzik                        | — | — | Erstveröffentlichung: 2009                                             |
| 2009                   | Jingle Jingle –                                    | — | — | Erstveröffentlichung: 2. Dezember 2009                                 |
| 2010                   | HuH Hit Your Heart                                 | KR3 (15 Wo.)KR | — | Erstveröffentlichung: 2010 Verkäufe KR: + 2.357.440                    |
| 2010                   | I My Me Mine Hit Your Heart                        | KR9 (13 Wo.)KR | — | Erstveröffentlichung: 2010 Verkäufe KR: + 1.815.744                    |
| 2010                   | Superstar –                                        | KR22 (5 Wo.)KR | — | Erstveröffentlichung: 19. Juli 2010                                    |
| 2011                   | Heart to Heart 4Minutes Left                       | KR5 (12 Wo.)KR | — | Erstveröffentlichung: 2011 Verkäufe KR: + 1.842.291                    |
| 2011                   | Mirror Mirror (거울아 거울아) 4Minutes Left        | KR2 (12 Wo.)KR | — | Erstveröffentlichung: 2011 Verkäufe KR: + 2.057.010                    |
| 2011                   | Freestyle –                                        | KR28 (4 Wo.)KR | — | Erstveröffentlichung: 3. August 2011 Verkäufe KR: + 409.527            |
| 2012                   | Volume Up                                          | KR2 (12 Wo.)KR | — | Erstveröffentlichung: 2012 Verkäufe KR: + 1.816.296                    |
| 2012                   | Over and Over (R.Tee Mix) –                        | KR20 (3 Wo.)KR | — | Erstveröffentlichung: 2012 Verkäufe KR: + 419.967                      |
| 2013                   | What’s Your Name? (이름이 뭐예요?) Name Is 4Minute | KR1 (19 Wo.)KR | — | Erstveröffentlichung: 2013 Verkäufe KR: + 1.477.832                    |
| 2013                   | Is It Poppin’? (물 좋아?) –                        | KR9 (9 Wo.)KR | — | Erstveröffentlichung: 2013 Verkäufe KR: + 596.404                      |
| 2014                   | Gain Weight (살만찌고) –                           | KR5 (5 Wo.)KR | — | Erstveröffentlichung: 2014 Verkäufe KR: + 296.826 feat. Brave Brothers |
| 2014                   | Whatcha Doin’ Today (오늘 뭐해) 4Minute World      | KR1 (11 Wo.)KR | — | Erstveröffentlichung: 2014 Verkäufe KR: + 624.845                      |
| 2014                   | Thank You :) (고마워 :)) 4Minute World             | — | — | Erstveröffentlichung: 2014 Verkäufe KR: + 17.113                       |
| 2015                   | Cold Rain (추운 비) Crazy                          | KR15 (5 Wo.)KR | — | Erstveröffentlichung: 2015 Verkäufe KR: + 432.381                      |
| 2015                   | Crazy (미쳐) Crazy                                 | KR3 (14 Wo.)KR | — | Erstveröffentlichung: 2013 Verkäufe KR: + 664.249                      |
| 2016                   | Hate (싫어) Act. 7                                 | KR13 (6 Wo.)KR | — | Erstveröffentlichung: 2016 Verkäufe KR: + 262.470                      |
| Japanische Singles     |                                                    | | |                                                                        |
|                        |                                                    | | |                                                                        |
| 2010                   | Muzik Diamond                                      | — | JP21 (7 Wo.)JP | Erstveröffentlichung: 5. Mai 2010 Verkäufe JP: + 6.200                 |
| 2010                   | I My Me Mine Diamond                               | — | JP26 (10 Wo.)JP | Erstveröffentlichung: 28. Juli 2010 Verkäufe JP: + 10.100              |
| 2010                   | First / Dreams Come True Diamond                   | — | JP28 (4 Wo.)JP | Erstveröffentlichung: 27. Oktober 2010 Verkäufe JP: + 6.100            |
| 2011                   | Why Best of 4Minute                                | — | JP17 (9 Wo.)JP | Erstveröffentlichung: 9. März 2011 Verkäufe JP: + 13.600               |
| 2011                   | Heart to Heart Best of 4Minute                     | — | JP18 (6 Wo.)JP | Erstveröffentlichung: 7. September 2011 Verkäufe JP: + 9.930           |
| 2011                   | Ready Go Best of 4Minute                           | KR57 (1 Wo.)KR | JP23 (5 Wo.)JP | Erstveröffentlichung: 7. Dezember 2011 Verkäufe JP: + 8.253            |
| 2012                   | Love Tension Best of 4Minute                       | — | JP26 (3 Wo.)JP | Erstveröffentlichung: 22. August 2012 Verkäufe JP: + 4.820             |

grau schraffiert: keine Chartdaten aus diesem Jahr verfügbar

### Videoalben
| Jahr | Titel              | Höchstplatzierung, Gesamtwochen, AuszeichnungChartplatzierungen (Jahr, Titel, Platzierungen, Wochen, Auszeichnungen, Anmerkungen) | Höchstplatzierung, Gesamtwochen, AuszeichnungChartplatzierungen (Jahr, Titel, Platzierungen, Wochen, Auszeichnungen, Anmerkungen) | Anmerkungen                                                  |
| Jahr | Titel              | KR | JP | Anmerkungen                                                  |
| ---- | ------------------ | --- | --- | ------------------------------------------------------------ |
| 2011 | Emerald Of 4Minute | — | JP16 (2 Wo.)JP | Erstveröffentlichung: 7. September 2011 Verkäufe JP: + 2.812 |
| 2012 | Volume Up On/Off   | — | JP176 (1 Wo.)JP | Erstveröffentlichung: 19. September 2012                     |

## Auszeichnungen
- Golden Disk Awards: Samsung YEPP Rookie Award (2009)[9]
- 16th Korea Entertainment Arts Awards: Newcomer Award (2010)
- Mnet 20's Choice Awards: Hot New Star (2010)
- Mnet Asian Music Awards (2010):
  - Best New Female Artist
  - Music Portal Mnet Award
  - Mnet Artist of the Year
  - Mnet Album of the Year
- Cyworld Digital Music Awards 2010: Best Artist
- Cyworld Digital Music Awards 2010: Bonsang Award